# بلقشاوات
البلقشاوات (الاسم العلمي: Merginae)، هي أسرة من الطيور تتبع فصيلة البطيات ضمن رتبة الإوزيات. وهي مجموعة من الطيور المائية تحتوي على 20 نوعاً. وتقضي فصل الشتاء قرب المياه الساحلية. هذه الأنواع تملك غدد ملحية تُساعدها على تحمل المياه المالحة. تأكل هذه المجموعة الأسماك مع بعض الأنواع من الرخويات والقشريات في قاع البحر.

## أجناس
- أسقطور (الإسم العلمي:Melanitta)
- بلقشة (الإسم العلمي:Mergus)
- بط لابرادور (الإسم العلمي:Camptorhynchus) "منقرض"
- (الإسم العلمي:Chendytes) "منقرض"
- ذهبية العين (الإسم العلمي:Bucephala)
- بلقشة مقنعة (الإسم العلمي:Lophodytes)
- بطة طويلة الذيل (الإسم العلمي:Clangula)
- بط مهرج (الإسم العلمي:Histrionicus)
- عيدر (الإسم العلمي:Somateria)
- عيدر ستيلر (الإسم العلمي:Polysticta)